# Austroheptura campbelli
Austroheptura campbelli – gatunek widelnicy z rodziny Austroperlidae.
Gatunek ten opisany został w 1993 roku przez Günthera Theischingera na podstawie dorosłych osobników z Mount Buller, które wcześniej J. Illies i H.B.N. Hynes wzięli za krótkoskrzydłą populację Austroheptura neboissi. Serię typową odłowił w 1992 roku w niewielkiej strudze na wysokości 1455 m n.p.m. I.C. Campbell, którego honoruje epitet gatunkowy.
Samce mają od 24 do 26 mm długości ciała i od 6,8 do 7,7 mm długości przedniego skrzydła. Długość ciała samic wynosi około 31 mm, a ich przedniego skrzydła około 9 mm. Głowa tych widelnic jest od spodu głównie żółta, z wierzchu zaś czarna z ciemnożółtymi znakami po bokach bocznych przyoczek. Barwa czułków i głaszczków od szarawobrązowej po czarnobrązową. Boki przedplecza oraz błoniaste części tułowia i odwłoka są żółte, zaś pozostałe części czarnobrązowe. Skrzydła z wyjątkiem białawożółtej nasady są czarnobrązowe z żółtym nakrapianiem. Odnóża o biodrach żółtych z czarnym znakiem, krętarzach żółtych, udach czarnych z częściową żółtą przepaską u nasady, goleniach ciemnobrązowych z czarną nasadą, stopach szarawobrązowych, a pazurkach żółtawoszarych. Samiec odznacza się smukłym, długim, tępo stożkowatym epiproktem oraz paraproktem o prawie prostej części zesklerotyzowanej, a części błoniastej z jednym, brzusznym haczykiem. Samicę charakteryzuje silnie z tyłu wklęśnięta płytka subgenitalna.
Owad znany tylko z lokalizacji typowej w australijskiej Wiktorii.